# الشامية (العراق)
مدينة الشامية مدينة عراقية، هي المركز الإداري لقضاء الشامية وتقع في محافظة الديوانية إلى الجنوب من بغداد بحوالي 147 كم. تُعتبر الشامية إحدى أهم مدن الفرات الأوسط، وهي ثاني أكبر مدن المحافظة بعد مدينة الديوانية. أُسِّسَت كمدينة حديثة في العهد العثماني عام 1822م وقد سُمٌيت آنذاك بالحميدية نسبة إلى السلطان العثماني عبد الحميد الأول إذ جرت العادة في العهد العثماني أن تسمّى المدن بأسماء السلاطين العثمانيين وبعدها سُمّيت بالشامية بعد قيام المملكة العراقية في حملة تغيير الأسماء والألقاب العثمانية إذ تم تسميتها بالشامية نسبةً إلى الاسم القديم «شوميا» وقيل لأنها كانت محط استراحة للقوافل بين بلاد الشام والعراق أو نسبة إلى ضفة الفرات التي تسمى بهذا الاسم.

تقع المدينة بين محافظتي الديوانية والنجف وتبعد عن الأولى 35 كيلومتراً وتبعد عن الثانية 32 كيلومتراً، ويخترقها شط الشامية والمتفرّع من نهر الفرات جنوب ناحية الكفل فيقسمها إلى صوبين كبير (أيمن) وصغير (أيسر).
تتركز معظم الدوائر الحكومية والمحلات التجارية في الصوب الكبير بينما يضم الصوب الصغير دوائر محكمة الشامية ودائرة النفوس ومصرف الرشيد فرع الشامية وسايلو الشامية ومحطة البنزين الحكومية.
يلحق قضاء الشامية ثلاثة نواحي هي غماس والصلاحية والمهناوية، وتشكّل ما مجموعهُ مساحة 948 كيلومتراً مربعاً، أما من ناحية المحاصيل الزراعية، فتشتهر بزراعة الحنطة والشعير في العديد من المناطق، أكبرها مزارع «الچبسة» التي تروى بواسطة تفرع مائي من شط الشامية يسمى بالكافي الذي تراجع منسوبه نتيجة التصحر.

## التاريخ
عُرفت في التاريخ ب (شوميا) ذكر ذلك ياقوت الحموي في معجم البلدان: «موضع في بقعة الكوفة، نزله جيش مهران لمحاربة المثنى والمسلمين وهي موضع دار الرزق في الكوفة» وفي تاريخ الطبري وتاريخ دمشق لإبن عساكر: «أن العجم لما أذن لهم في العبور نزلوا شوميا موضع دار الرزق، فتَعَبوا هنالك».
كان مركز القضاء واقعاً على تل الزهيرية وأول ممثل فيه للحكومة هو خطاب بن شفلح بن شلال بن نجم بن عبد الله الزبيدي (عم وادي شيخ زبيد) وذلك سنة 1844م

ثم انتقل مركز القضاء إلى الشنافية ولم يدم ذلك أكثر من سنة وكان القائمقام في الشنافية «أحمد أفندي» ثم انتقل مركز القضاء إلى أم البعرور وذلك سنة 1872م، وكان القائمقام فيه «علي بك» ثم انتقل مركز القضاء إلى الحميدية في زمن القائمقام نشأت أفندي بن بكر أفندي سنة 1897م ثم نقل مركز القضاء إلى أبو صخير سنة 1910م في زمن القائمقام «عاكف بك الآلوسي» إلى أن عاد أخيراً إلى الحميدية في زمن القائمقام «شوكت أفندي» عام 1914م.
كانت قبل عام 1920م تُسمّى لواء عموم الشامية والنجف إذ أن سلطة الانتداب البريطاني شكّلت مناطق إدارية في عموم العراق باسم (لواء)، ومنها (لواء عموم الشامية والنجف) ويقوم بإدارة هذا اللواء ضابط بريطاني بمنصب (حاكم سياسي)، وكان مقر هذا اللواء مدينة النجف ثم نقل فيما بعد إلى الكوفة. وكان الكابتن إف.سي.سي بلفور أول حاكم سياسي للواء عموم الشامية والنجف في تشرين الاول 1917م حتى حزيران 1918م حيث تلاه المستر وينكت في 6 حزيران 1918م وأعقبه الميجر نوربيري من عام 1918م حتى عام 1920م.
نستنتج [وفقًا لِمَن؟] من هذا أن قضاء الشامية الحالي كان لواءً -محافظة حسب العرف الحالي- يضم أراضيَ شاسعةً تمتد من حدود مدينتي الكفل الكوفة وتنتهي بحدود العراق مع السعودية، هذا كلّه حتى عام 1921 إذ بعده تعرضت الشامية للتمزيق بفعل سياسة (فرق تسد) الإستعمارية لأن شيوخ عشائر الشامية (الشيخ سلمان آل عبطان شيخ عشيرة الخزاعل، والشيخ مرزوك آل عواد شيخ العوابد، والشيخ عبد الواحد الحاج سكر شيخ آل فتلة، والشيخ رايح العطية شيخ عشيرة الحميدات، والسيد عبد زيد أحد سادات الشامية، والسيد مهدي زويني، والسيد محسن أبو طبيخ، والشيخ صدام آل فنيخ من شيوخ آل زياد، والشيخ مجبل آل فرعون شيخ آل فتلة، والشيخ مهدي آل عسل شيخ آل إبراهيم، والشيخ شعلان أبو الجون، والسيد هادي المكوطر) كانوا هم أبطال ثورة العشرين ضد الاحتلال البريطاني فتمت معاقبة الشامية بتقطيع أوصالها على ثلاث محافظات:(الديوانية، النجف، المثنّى) لمنع التواصل الجغرافي والاجتماعي بين أبنائها إذ تم استقطاع مناطق هور الدخن (تعرف اليوم بناحية العباسية في النجف) والمشخاب وأبو صخير ليتم ضمها لمحافظة النجف كما تم استقطاع مساحات شاسعة من جنوب الشامية وضمت لمحافظة المثنى.
 وهكذا تقزمت هذه المدينة جغرافياً وبعدها خمدت تاريخياً فلم تؤثر في الساحة العراقية بعد ذلك.[بحاجة لمصدر]
يذكر التاريخ كذلك أن الزعيم عبد الكريم قاسم عين معلماً في مدرسة القحطانية الابتدائية في قضاء الشامية في لواء الديوانية جنوب العراق، وقضى في التدريس سنة واحدة أي من 1931 -1932م.

## الجغرافيا

### الموقع الفلكي
يقع قضاء الشامية في الجزء الشمالي الغربي من محافظة الديوانية بين دائرتي عرض (31.30°) و(32.7°) شمالاً وخطي طول (44.30) و(44.52) شرقاً في منطقة سهلية منبسطة من أخصب مناطق السهل الرسوبي حيث يحدها من الشمال ناحية الحرية التابعة لقضاء الكوفة أمّا من الجنوب فتحدّها ناحية الشنافية التابعة لقضاء الحمزة الشرقي أمّا من الغرب فقضاء أبو صخير التابع لمحافظة النجف ومن الشرق الشافعية التابعة لقضاء الديوانية، وبذلك تشغل بحكم موقعها الجغرافي الطبيعي نقطة وصل مهمة بين محافظات الجنوب وبين محافظة النجف. وهذا الموقع في السهل الرسوبي يجعلها ضمن إقليم المناخ الصحراوي ذو المظهر الشتوي ويقتصر نزوله على الفصل البارد في السنة، بينما ترتفع درجات الحرارة في فصل الصيف فتصل إلى الأربعينات مئوية.

### السطح

موقع قضاء الشامية ضمن محافظة الديوانية

تبلغ مساحة قضاء الشامية 948 كيلومتراً مربعاً وهو يشغل بذلك ما يعادل 11.7% من مساحة المحافظة البالغة 8153 كيلومتراً مربعاً.
ترتفع أراضي قضاء الشامية في الأجزاء الشمالية عند شمال ناحية المهناوية لتصل إلى 21م فوق مستوى سطح البحر، بينما تنخفض في أقصى جنوب ناحية غماس لتصل إلى 11م فوق مستوى سطح البحر.
تعد تربة الشامية من الترب الطموية التي تكوّنت بفعل الترسّبات المنقولة بواسطة مياه نهر الفرات أثناء الفيضانات أو خلال عملية الري والترسيب، ومع ذلك توجد تباينات في تكويناتها العضوية حيث تربة قضاء الشامية من السهل الفيضي ويتميز هذا السهل بارتفاع منسوبه بالقرب من مجاري الأنهار وفروعها وانخفاضه عند الابتعاد عنها، لذلك تكون نطاقان:
الأول منهما يعرف بأكتاف الأنهار الذي يمتد مع امتدادها ويتراوح ارتفاعها ما بين 0.5-3 متراً وعرضها 1.1-2 كيلومتراً أما النطاق الثاني فيعرف بأحواض الأنهار ويشكل معظم سطح القضاء، وهذا الارتفاع يلعب دوراً في خصوبة التربة حيث أنه يعمل كمبزل طبيعي للأملاح.
أما منطقة المنخفضات الضحلة وشبه الضحلة فتشغل القسم الثاني من أقسام السطح في القضاء وتتمثل ببقايا الأهوار والمستنقعات التي تكوّنت بعد إنشاء السدود على نهر الفرات مثل: هور ابن نجم الذي يمتد في ناحيتي المهناوية والصلاحية والجزء الشمالي الغربي من مركز الشامية.

وبذلك يمثل سطح قضاء الشامية جزءاً من السهل الرسوبي العراقي ومشابهاً له في صفة الاستواء والانبساط.

### المناخ
بسبب موقع الشامية في منطقة الفرات الأوسط فإنها تقع ضمن إقليم المناخ الصحراوي الحار التي تتراوح أمطارها ما بين 50 ملم في الجنوب الغربي و20 ملم في شمال المنطقة وشرقها ويبلغ عدد الأيام الممطرة 25 يوما في السنة أي أقل من المنطقة الواقعة إلى شمالها ويكبر المدى اليومي والسنوي. الشتاء أكثر اعتدالا والقسم الغربي من المنطقة أكثر برودة من القسم الشرقي بسبب ارتفاعه. وترتفع الرطوبة النسبية في جنوب شرق المنطقة مع قلّة المدى الحراري فيها ووجود ندى كثير لا سيما في الربيع وأوائل الصيف وتؤثّر الرياح الجنوبية الرطبة الحارة على هذه المنطقة كثيراً.

### الموارد المائية
تعد الموارد المائية السطحية المتمثلة بشط الشامية المورد الرئيسي الذي يعتمد عليه النشاط الزراعي، حيث أُنشئت سدة الشامية لأغراض الري وخزن المياه إذا يصنّف قضاء الشامية ضمن منطقة الوارد المائي الكبير في محافظة الديوانية بعكس منطقة الوارد المائي المحدود وهي الأراضي التي تروى من شط الحلة.
يمثل شط الشامية الفرع الثاني من تفرعات نهر الهندية بعد شط الكوفة ويدخل القضاء عند مدينة الصلاحية عند الكيلومتر (23.5) ومركز قضاء الشامية عند الكيلومتر (42) وناحية غماس عند الكيلومتر (71.4).
 يبغ طوله الكلّي 80 كيلومتراً وبطاقة تصريفية بلغ معدلها (140.30) متر مكعب/ثا، أما المساحة التي يرويها فبلغت 384000 دونماً.
تتفرع من شط الشامية مجموعة جداول يبلغ عددها عشرين جدولاً مائياً كما في الجدول أدناه وبطول مجموعه (152,1) كيلومتراً ومجموع تصاريف (86.6) متر مكعب/ثا، ومجموع المساحة التي ترويها (99309) دونماً وينتهي شط الشامية بمجموعة من الجداول التي تصب في نهر الفرات في الشنافية.
يوجد أيضاً في الشامية بعض المسطحات المائية مثل: هور الجعارة الذي يعتبر الحد الفاصل بين قضاء الشامية وقضاء المناذرة التابع لمحافظة النجف وهور أبو نجم وأهوار منطقة آل كمون وهي في غالبها تستخدم لغرض صيد الأسماك والطيور.
| ت  | إٍسم الجدول        | الطول (كم) | التصريف م³/ثا | المساحة المروية /دونم |
| -- | ----------------- | ---------- | ------------- | --------------------- |
| 1  | جدول المهناوية    | 21         | 12            | 25000                 |
| 2  | جدول الجيجان      | 12         | 5             | 5000                  |
| 3  | جدول عكر          | 5.6        | 2.5           | 2500                  |
| 4  | جدول غضب          | 9          | 2             | 2000                  |
| 5  | جدول الحدادي      | 7          | 5             | 600                   |
| 6  | جدول مهدي العسل   | 5          | 3             | 4680                  |
| 7  | جدول النجارية     | 5          | 9             | 14113                 |
| 8  | جدول غريشة        | 9          | 1.5           | 2352                  |
| 9  | جدول الخشانية     | 4          | 4             | 6272                  |
| 10 | جدول الدراعي      | 4          | 3             | 4730                  |
| 11 | جدول المعبرة      | 14         | 4             | 2000                  |
| 12 | جدول الفيضة       | 4          | 3             | 4710                  |
| 13 | طبر آل إبراهيم    | 3.5        | 6             | 12000                 |
| 14 | جدول حاوي         | 10         | 4             | 4700                  |
| 15 | جدول أبو حلال     | 10         | 2             | 902                   |
| 16 | جدول ضاحي آل حمود | 4          | 4             | 1350                  |
| 17 | جدول النغيل       | 11         | 4             | 2000                  |
| 18 | جدول البحيوي      | 4          | 0.6           | 350                   |
| 19 | جدول النحس        | 6          | 6             | 3000                  |
| 20 | جدول النغيشية     | 4          | 6             | 1050                  |
|    | المجموع           | 152.1      | 86.6          | 99309                 |

## الوضع الإداري

### التقسيمات الإدارية للقضاء
ينقسم قضاء الشامية إدارياً إلى 4 وحدات إدارية (نواحي) كالآتي:
1. ناحية مركز قضاء الشامية (هي نفسها مدينة الشامية ومديرها هو قائمقام القضاء نفسه) وتبلغ مساحتها 191.6 كيلومتراً مربعاً.[23]
2. ناحية غماس: تقع إلى الجنوب من مركز القضاء على ضفاف شط الشامية الذي يسمى عند مروره في المدينة بشط غماس، تبلغ مساحتها 459 كيلومتراً مربعاً.[23]
3. ناحية الصلاحية: تقع شمال مركز القضاء على ضفاف شط الشامية وتبلغ مساحتها 91.4 كيلومتراً مربعاً.[23]
4. ناحية المهناوية: تقع شمال الصلاحية بـ3 كيلومترات تقريباً وتبلغ مساحتها 205 كيلومتراً مربعاً.[23]

### أحياء وقرى مركز الشامية

#### الأحياء
يضم مركز القضاء عدداً من الأحياء النموذجية هي:
القاطع والمنتظر والحسين والجوادين والمكبس والعربية والخوئي والعسكري الشرقي والعسكري الغربي والمعلمين والجمهوري والسراي ومنطقة الحصامتة ومنطقة سيد رافع، إضافة إلى عدد من مناطق السكن العشوائي والطابو الزراعي تقع على أطراف المدينة.

#### القرى
كما يلحق بمركز القضاء مجموعة من القرى والمناطق السكنية الزراعية مثل:

انديبه، العرين، المثالية، أبو غربان، أم حاوي، الزهيرية، الكطعة، البخيصي، الحفار، الحسن، العين، إيشان هديب، السدة، سيد حبوب، الرغيلة، الجبسة، آل حنويت، الثمن، الربع، الخشانية، الدلكة، الصوانيع، الكافي، آل بصري، النصيفة، آل كمون، أبو فلوس.

## التوسع

### النمو
كان نمو المدينة خلال المرحلة الأولى من تأسيسها (1844-1920) نمواً بطيئاً حيث استقر وضعها الإداري كعاصمة لقضاء الشامية، وتسارع نموها نسبياً بعد التاريخ المذكور حتى تربّعت كتلتها على مساحة قدرها 25.6 هكتاراً بحلول عام 1920 وقد اقتصر نموها خلال هذه المرحلة على الضفة اليسرى لشط الشامية.
وفي المرحلة الثانية (1920-1947) تنامت المدينة واقتصرت على جهتها اليسرى، وظهر نطاق يحيط بكتلتها القديمة من الشمال والشرق والجنوب، كما ظهرت منطقة جديدة تسمى «آل شبانة» في أقصى شمال كتلة المدينة، وقد أضاف نمو المدينة - خلال هذه المرحلة - إليها مساحةً جديدةً بلغت 75.28 هكتاراً، وأضيف 625 متراً إلى جهتها النهرية ليصبح طول الجرف 900 متراً.
وفي المرحلة الثالثة (1947-1970) شهدت المدينة تطوراً ملحوظاً إذ بني الجسر الحديدي عام 1949 م لذا امتد نمو العمران إلى الضفة اليمنى لشط الشامية فظهر الصوب الصغير، فضلاً عن النمو الذي حقّقته في أقصى طرفها الشرقي إذ ظهر الحي الجمهوري، ولم يتحقق نمو في الجهة النهرية اليسرى خلال هذه المرحلة بخلاف الضفة اليمنى التي حققت نمواً على جهة النهر بطول 350 متراً فظهر الجانب الأيمن’ وبذلك اتسعت الرقعة الجغرافية إلى 59.825 هكتاراً.

### التصنيف العمراني

شروق الشمس على الأراضي الزراعية في مدينة الشامية

المساحة العظمى من أراضي القضاء هي أراض متخصصة بزراعة الشلب «الرز» والأراضي ذات الإستخدامات الحضرية تكاد تكون ضئيلة مقارنة بمساحات القضاء الشاسعة.
تتوزع على رقعة مركز مدينة الشامية البالغة مساحتها 675.70 هكتاراً، مجموعة من الإستخدامات والوظائف، يمكن تصنيفها على الأوجه التالية:
1- منطقة تجارية:
تقع على الضفة اليسرى من شط الشامية، ضمن نطاق الأحياء القديمة للمدينة في حيٌَي السراي والسوق، وتنحصر بين شارع الإمام علي وشارع البلداوي.
وتشغل المنطقة التجارية 7.54% من إجمالي مساحة المدينة، وتتركز فيها المصالح التجارية بنوعيها العام والخاص.
2- منطقة حرفية:
تمتد هذه المنطقة على الجانب الأيسر من شارع البلداوي، ويوجد نطاق صغير فيها نهاية شارع البلداوي جنوب الجانب الأيمن، تبلغ مساحتها 25.33% من إجمالي الرقعة العمرانية للمدينة، وتضم حوانيت العطارين والنجارين والحدادين والحلاقين والمقاهي وعلاوي الحبوب والخضروات.
3- منطقة سكنية:
تؤلف الرقعة السكنية للمدينة مساحة تقدر بـ62% من إجمالي مساحتها.
ولقد نمت هذه الرقعة من خلال نمو المدينة وكانت عملية بناء المساكن ولا تزال تقع على عاتق القطاع الخاص (الأهلي).

### الطرق والجسور
يربط صوبي الشامية ثلاثةُ جسور، الجسر الحديدي القديم همزة الوصل الرئيسية وشريان المدينة حيث يمر خلاله شارع البلداوي الممتد من أقصى المدينة حتى أقصاها، والجسر الثاني الذي يبعد 250 متراً إلى الشمال هو الجسر المعلق الذي يمر عبره الطريق رقم 71 الذي يربط محافظتي الديوانية والنجف معاً، والجسر الثالث هو جسر الشامية الكونكريتي يقع إلى الجنوب من الجسر الحديدي بـ250 متراً تم إنشاؤه لإستيعاب حركة المرور والمشاة المتزايدة على طرفي القضاء ولتسهيل حركة السيارات باتجاه المستشفى.
يبلع طول الطرق المعبدة التي تربط القضاء بنواحيه وقراه 82 كيلومتراً، وترتبط مدينة الشامية بمحيطها من المدن والنواحي عبر شبكة ممتازة من الطرق على الشكل الآتي:
| ت | الطريق          | الطول (كم) |
| - | --------------- | ---------- |
| 1 | شامية - ديوانية | 35         |
| 2 | شامية - نجف     | 32         |
| 3 | شامية - صلاحية  | 6          |
| 4 | شامية - شنافية  | 59         |
| 5 | شامية - مهناوية | 13         |
| 6 | شامية - غماس    | 32         |

## الشباب والرياضة
نادي الشامية الرياضي من الأندية المتقدمة في محافظة الديوانية حيث يعود تأسيسه إلى عام 1991 وهو الرافد لأندية المحافظة بالعديد من اللاعبين حيث برز في نادي الشامية أكثر من لاعب على مستوى المحافظة والعراق، إذ أن هناك أكثر من ثمانية لاعبين من النادي يلعبون حالياً ضمن المنتخب الوطني للشباب والناشئين لكرة اليد.
ينشط النادي في دوري أندية العراق للدرجة الأولى لكرة القدم وضمن دوري أندية العراق في الدرجة الممتاز لكرة اليد وكرة الطائرة وضمن دوري الدرجة الأولى لكرة السلة وكرة الطاولة وله العديد من الإنجازات في مختلف الرياضات حيث أحرز فريق المصارعة الحرة والرومانية المركز الخامس في العراق والمركز الأول على مستوى المحافظة، وفي التايكوندو تم استدعاء لاعبين من النادي إلى صفوف المنتخب الوطني للشباب هما وليد جواد وحسين صباح، وكذلك مشاركة فريق النادي لبناء الأجسام في كافة البطولات حيث أحرز لاعب النادي مشتاق طالب المركز الثاني على مستوى القطر والمركز الأول على مستوى المحافظة.

## الصحة
يوجد في قضاء الشامية عدة مؤسسات صحية حكومية تابعة إدارياً لقطاع الشامية للرعاية الصحية الأولية ومقرّه في ناحية الصلاحية ويتبع هذا القطاع بدوره إلى دائرة صحة الديوانية.
تشمل هذه المؤسسات:
1. مستشفى الشامية العام: يقع إلى الجنوب من مركز المدينة بكيلومترين ويحتوي ردهات العمليات والإنعاش والطوارئ والأطفال والنسائية والباطنية كما أنه جُهِّز حديثاً بوحدة مفراس متطورة هولندية الصنع منصوبة على مساحة 100 م2.[33][34]
2. ثلاث مراكز صحية أولية: يقع الأول في الصوب الكبير قرب خزان المياه، والثاني يقع في الصوب الصغير قرب الجسر القديم، والثالث في الحي العسكري غربي المدينة قرب منتدى شباب الشامية.
3. إضافة إلى عدد من المراكز الصحية الأولية والفرعية والبيوت الصحية في النواحي والقرى التابعة للقضاء.

إضافة إلى ما سبق يوجد في الشامية عيادات طبية خاصة لعدد من الأطباء في مختلف الاختصاصات الطبية وكذلك عيادات التحليلات المرضية والصيدليات الأهلية تقع جميعها في الصوب الكبير في الشارع المسمى شارع الأطباء، وفي شارع حسينية حجي شاكر حيث توجد عيادات جديدة تم افتتاحها لتغطية الطلب المتزايد على الخدمات الطبية والصحية المتنوعة.

## الوضع الإقتصادي

### الزراعة

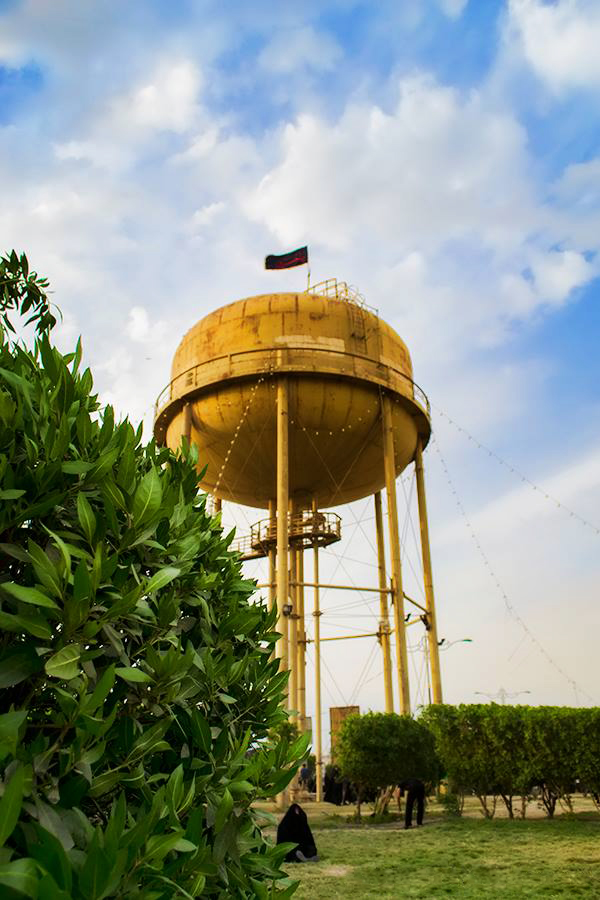
خزان مياه الشامية.

لقد لقبتها مس بيل «بالأرض العجيبة» لخصبها ووفرة الماء فيها وللبزل الطبيعي الذي يمنع تجمع الأملاح فيها بسبب الارتفاع النسبي لمستوى أرضها.
تعتمد هذه المدينة على الزراعة بالدرجة الأساس إذ أن الزراعة هي المحرك الرئيس لاقتصادها ومن أهم المحاصيل التي تنتجها المدينة رز العنبر أو عنبر الشامية المعروف لدى العراقيين بنكهته اللذيذة ورائحته الزكية إضافة إلى زراعة الحنطة والنخيل، ومن المفيد ذكره أن منطقة الشامية والنواحي التابعة لها قد توقف أغلبها الآن عن إنتاج محصول الشلب أو الرز العنبر بسبب تذبذب التيار الكهربائي وشحة المياه وقلة الدعم الحكومي وعدم توفير الأسمدة والبذور للمزراعين مما ادى إلى تحول أغلب المزارعين إلى مهن ووظائف أخرى.
وفيما يلي جدول للمساحات المزروعة بصنف العنبر في مركز الشامية للأعوام 2002 - 2012:
| السنة           | 2002  | 2003  | 2004  | 2005  | 2006  | 2007  | 2008  | 2009  | 2010  | 2011  | 2012  |
| --------------- | ----- | ----- | ----- | ----- | ----- | ----- | ----- | ----- | ----- | ----- | ----- |
| المساحة بالدونم | 31450 | 31450 | 35560 | 38696 | 39699 | 40298 | 40295 | 38000 | 31900 | 28583 | 15950 |

### الآثار
يضم قضاء الشامية عدداً من التلول والمواقع الأثرية غير المنقبة مشمولة بأحكام المادة الثامنة من قانون الآثار رقم (59) لسنة 1936، وهي:
| اسم التل       | الموقع    | معلومات                        |
| -------------- | --------- | ------------------------------ |
| ايشان المطوكات | الشامية   | يقع في قرية الجبسة             |
| التلول السبعة  | غماس      | أعلى نقطة 3 – 4 متر            |
| تل كناش        | المهناوية | محيطه 300 متر وارتفاعه 7 أمتار |
| أبو عنتيك      | المهناوية | هور وريجي الجبور               |
| ايشان هويش     | المهناوية |                                |
| ايشان جريو     | الصلاحية  | محيطه 800 متر                  |
| ايشان الصليبي  | غماس      | محيطه 100 – 150م               |
| فرار العظيم    | غماس      |                                |

## الوضع الاجتماعي

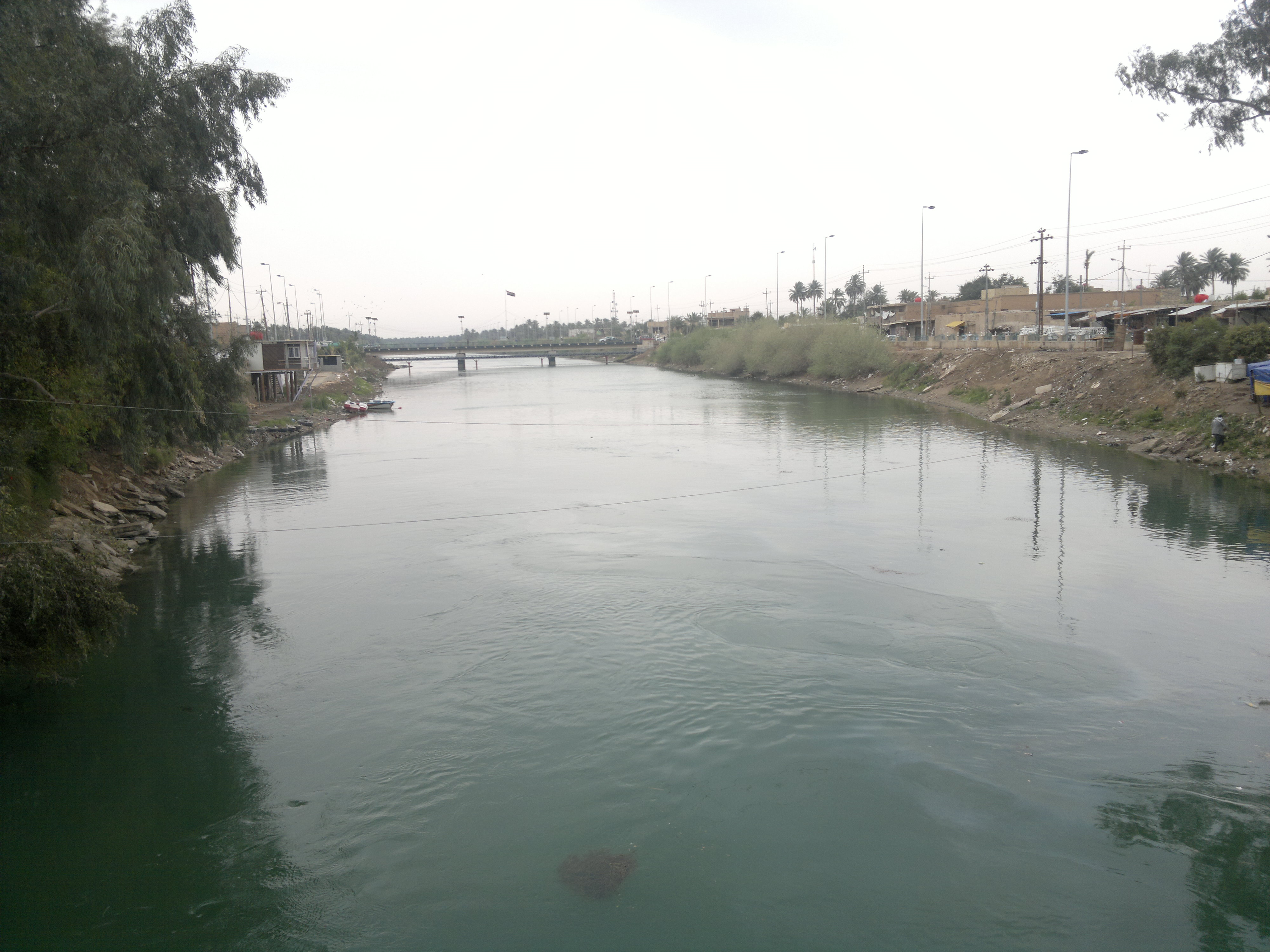
صورة لأحد جسور الشامية

### التنوع السكاني

#### عرب الشامية
تسكن في منطقة الشامية عشائر العوابد والحميدات  وآل شبل وآل فتلة والجبور والكرد والخزاعل وآل زياد وآل بدير والسادة العلويين  بمختلف بيوتاتهم إضافة للعشائر الكريمة الأخرى، ولقد أنجبت هذه المدينة الكثير من العلماء والأدباء والسياسيين ولقد كان لها الدور الكبير في مجابهة البريطانيين عند دخولهم إلى العراق في العشرينيات من القرن الماضي وفقدت الكثير من أبنائها، ومن رجالاتها المعروفين شيخ عشيرة العوابد مرزوق العواد  أحد قادة ثورة العشرين وأحد أعضاء الوفد الذي ذهب إلى سوريا لجلب الأمير فيصل الأول وتنصيبه ملكاً على العراق، وابنه عبد الكاظم مرزوق العواد الذي انتخب في مجلس الأعيان العراقي سنين عديدة إبّان العهد الملكي والشيخ رايح العطية أحد قادة ثورة العشرين، وأخوه الشيخ وداي العطية رجل الريف المثقف وصاحب كتاب تاريخ الديوانية قديماً وحديثاً، والشيخ هديب الحاج حمود شيخ عشيرة الحميدات وزير الزراعة في حكومة عبد الكريم قاسم وهو أول من نادى بمناصفة العائد مع الفلاحين وكان له أثر في إصدار قانون الإصلاح الزراعي في العراق لعام 1958. من أبناء الشامية المعروفين أيضاً الشيخ خالد العطية  القيادي في ائتلاف دولة القانون والدكتور مهدي الحافظ والدكتور غسان العطية.

#### يهود الشامية
سكن في الشامية العديد من العوائل اليهودية لأسباب وظيفية أو أنها نزحت إليها من مناطق الحلة والكفل والمناطق الأخرى بحثاً عن الرزق وهجرت جميعها من العراق بعد قرار الحكومة العراقية سحب الجنسية من اليهود وتسفيرهم إلى إسرائيل، من هذه العوائل: أسرة يحيى قوجمان، أسرة ساسون معلم حسقيل، أسرة إلياهو عزرا داود خلاصجي وهو الملقب بملك الديوانية لما له من أراضي شاسعة يشتغل فيها الألوف من أبناء القبائل العربية، أسرة عزرا خلاصجي، أسرة حسقيل، أسرة يوسف وإسحاق نسيم، أسرة منشي خلاصجي، أسرة الدكتور سليم، أسرة إلياهو المعلم، أسرة إلياهو الصائغ، أسرة صبون، أسرة كرم ساسون، أسرة الدكتور عزرا إبراهيم، أسرة الدكتور إبراهيم النجار، أسرة الدكتور خضوري، أسرة الدكتور جورج سليم.

### التركيب السكاني
غالبية السكان من العشائر العربية التي توارثت السكن في هذه المنطقة منذ مئات السنين حيث أن أغلبية العشائر تعود أصولها إلى قبيلة النخع التاريخية حيث أن الشامية تقع ضمن ريف الكوفة ويمكن مشاهدتها ضمن الحزام الأخضر الممتد من شمالي قضاء الكوفة وحتى تخوم مدينة الشنافية. يذكر إحصاء أجرته السلطات البريطانية قبل إبريل/نيسان عام 1920م أن مجموع سكان لواء الشامية (الذي يشمل مناطق في محافظات النجف والمثنى حالياً والمنفصل عن لواء الديوانية آنذاك) كان 190 ألف نسمة.
أما في تعداد عام 1997 فبلغ عدد سكان القضاء 189 ألف نسمة، وفي عام 2007 بلغ عدد سكان القضاء 230974 نسمة، وبحلول العام 2014م وصل عدد سكان قضاء الشامية مع نواحيه إلى حوالي 300 ألف نسمة.